# Fritz Garbe
Fritz Garbe (* 16. März 1891 in Degersen; † 15. März 1970 in Hildesheim) war ein evangelischer Geistlicher, Archivar und Kirchenhistoriker.

## Leben
Garbe studierte evangelische Theologie und wurde am 31. Oktober 1921 ordiniert. Seine erste Pfarrstelle trat er als Hilfspfarrer in Hannover-Herrenhausen an. 1922 wurde er Pfarrer in Marienwerder-Stöcken, 1923 Pfarrer in Bergen bei Celle, 1927 in Hanstedt-Undeloh, 1931 in Haimar, 1935 in Hackenstedt-Sottrum. Anfangs von den Deutschen Christen begeistert, rückte er nach deren Versuch, Bischof Marahrens abzusetzen, von diesen ab. Es kam zu Konfrontationen mit dem Kirchenvorstand und der Gemeinde. Von 1936 bis 1962 war er als Archivar am Landeskirchlichen Archiv in Hannover tätig. Er veröffentlichte zahlreiche Inventare kirchlicher Archive und Chroniken hannoverscher Kirchengemeinden.

## Veröffentlichungen
- "Tsau Kwong": kommet zum Licht. Aus der Geschichte der Hildesheimer Blindenmission in China (Hildesheim 1968)
- Die Hauptpfarrkirche St. Andreas zu Hildesheim im Wandel der Zeiten (Hildesheim 1965)
- Die Burg des Herrn Christus in Heersum. Aus der Geschichte der Kirchengemeinde und des Sprengelheims (Hildesheim 1964)
- Kirche und Gemeinde St. Pancratius in Bockenem im Wandel der Zeit (Hildesheim 1964)
- Kirchengemeinde und Kloster Wennigsen im Wandel der Zeiten (Hildesheim 1964)
- Im Schatten der Wehrkirche. Geschichte der Kirche und Gemeinde zu Hoheneggelsen (Hildesheim 1964)
- Kirchenbuch der Brigade der Linien-Infanterie der Königl. Deutschen Legion von 1806–1814 (Göttingen 1963)
- Die Heimatkirche. Aus der Geschichte der Kirchengemeinde Haimar (Burgdorf 1963)
- Von der Antoniuszelle in Vintloh bis zur Kirchengemeinde Fintel (Hermannsburg 1962)
- Die Heimatkirche. Aus der Geschichte der Kirchengemeinden Nette und Upstedt (Bockenem um 1961)
- St. Lamberti in Hildesheim von der Väter Tagen bis in unsere Zeit (Hildesheim 1960)
- Die Kirchenbücher in der Ev.-luth. Landeskirche Hannovers (Hannover 1960)
- Kirchlich-archivalischer Ratgeber (Hildesheim 1959)
- Der Niederhof im Wandel der Zeit (Göttingen 1947)
- Eine heilige Kirche. Konfirmandenunterricht (Hildesheim 1936)
- Die Geschichte der St. Katharinenkirche zu Harber (1935)
- Die Geschichte der Gutsparochialkirche zu Equord (Equord 1935)
- Die Heimatkirche. Die Geschichte der Kirchengemeinde Haimar (Burgdorf 1932–1935)